# Мацькова гора
Мацькова гора — ландшафтний заказник місцевого значення у Золотоніському районі Черкаської області.

## Опис
Площа 101,7201 га. Як об'єкт природно-заповідного фонду створено рішенням Черкаської обласної ради від 11.09.2020 року № 38-20/VII.
Розташовано в адміністративних межах Іркліївської сільської громади, за межами населеного пункту.
Під охороною перебуває територія в басейні річки Ірклій, що являє собою водойму та заплавний комплекс з багатим складом рослинного та тваринного світу.
Землекористувач та землевласник — Іркліївська сільська громада.